# عمران خالد
عمران خالد (29 ديسمبر 1982 في باكستان - ) هو لاعب كريكت باكستاني. لعب مع اسلام اباد يونايتد ‏.

## وصلات خارجية
- عمران خالد على موقع إي آس بي آن كريك إنفو (الإنجليزية)